# Spare Me the Details
Spare Me the Details är en singel av det amerikanska punkrockbandet The Offspring och det var den tredje och sista singeln som släpptes från albumet Splinter. Denna singel släpptes inte i USA utan endast i Australien, på Nya Zeeland och i Europa. Detta var för övrigt den första akustiska singeln som bandet släppte och det är en av de få singlar som The Offspring har släppt som det inte spelades in någon musikvideo till. 
"Spare Me the Details" finns med som en bonuslåt på den australiensiska versionen av Greatest Hits.

## Låtlista
Alla låtar är skrivna och komponerade av The Offspring, om inte annat anges. 
| Nr | Titel                | Längd |
| -- | -------------------- | ----- |
| 1. | Spare Me the Details | 3:24  |